# 토니 스콧 (음악가)
토니 스콧(영어: Tony Scott, 1921년 6월 17일 ~ 2007년 3월 27일) 또는 앤서니 조셉 시아카(Anthony Joseph Sciacca)는 미국의 재즈 클라리넷 연주자이자 편곡가로 세계의 민속 음악에 관심을 보였다. 특히 음악 경력 중 아시아 문화 및 명상과 연결지은 뉴에이지 음악을 선보이며 높은 평가를 받았다.

## 생애
미국 뉴저지주의 모리스타운에서 태어난 스콧은 1940년부터 1942년까지 줄리어드 학교를 재학하였다. 1950년대에는 세라 본이나 빌리 홀리데이와 함께 작업하였다. 또한 1957년부터 1959년 사이에는 빌 에번스와 폴 모티앤을 사이드맨으로 기용하여 여러 음반을 발매하였다. 1955년, 1957년, 1958년, 1959년에는 다운비트 잡지에서 선정한 클라리넷 연주자로 선정되었다. 동료이자 더욱 공격적인 비밥 스타일을 연주했던 버디 드프랭코보다 더욱 "쿨"한 악기 연주를 보여주었다.
그럼에도 불구하고 비밥의 등장 이후 클라리넷이 재즈에서의 사용도가 떨어지면서 상대적으로 덜 알려졌다. 1959년에는 근거지로 삼던 뉴욕을 떠나고 한 동안 미국으로 오지 않았다. 1960년대에는 동아시아, 남아시아, 동남아시아를 여행하였다. 이로 인해 힌두교 사원에서 음악을 연주하고, 일본에서 시간을 보냈으며, 1964년에는 버브 레코드에서 《Music for Zen Meditation》을 발매하게 되었다. 1960년 다운비트가 일본 독자를 대상으로 한 여론 조사에서는 최고의 클라리넷 연주자로 토니 스콧이 선정됐으나, 미국에서는 버디 드프랭코를 선호하였다. 이후에는 미국의 재즈 음악가와 협업하고 1965년 뉴포트 재즈 페스티벌에도 참여하였으나, 일본, 불교 등과 관련된 재즈를 연주한다. 그 후 몇 년 간은 독일, 아프리카, 남아메리카에서 일했다.
1970년대 이탈리아에 정착하게 된 스콧은 프랑코 단드레아나 로마노 무솔리니와 같은 이탈리아 재즈 음악가와 협업을 한다. 또한 글라우버 로샤의 1975년 영화 클라로에서 시칠리아계 미국인 마피아 보스 역할을 분하였다. 말년에는 일렉트로니카에 관심을 보였으며, 2002년에는 《Verve Remixed》의 일환으로 〈Hare Krishna〉를 킹 브릿이 리믹스하였다.
2010년, 스콧의 삶을 다룬 이탈리아 감독 프랑코 마레스코 감독의 다큐멘터리 영화 『Io sono Tony Scott』이 개봉하였다. 2007년 85세의 나이로 로마에서 전립선암으로 사망하였다.

## 디스코그래피

### 리더
- 1953: Tony Scott Quartet, Complete Brunswick Sessions
- 1955: Scott's Fling (RCA Victor)
- 1956: Both Sides of Tony Scott (RCA Victor)
- 1956: The Touch of Tony Scott (RCA Victor)
- 1957: The Complete Tony Scott (RCA Victor)
- 1957: The Modern Art of Jazz (Seeco)
- 1957: Free Blown Jazz (Carlton)
- 1957: My Kind of Jazz (Perfect)
- 1957: Tony Scott Swinging in Sweden (RCA)
- 1957: Tony Scott in South Africa (RCA, Teal, South Africa)
- 1957: Tony Scott In Concert, with Horst Jankowski trio (in Ljubljana)
- 1959: Golden Moments (Muse)
- 1959: I'll Remember (Muse)
- 1959: Sung Heroes (Sunnyside)
- 1959: Clarinette enchantée
- 1964: Music for Zen Meditation (Verve)
- 1967: Tony Scott (LPR) (Verve)
- 1967: Djanger Bali by Tony Scott and the Indonesian All Stars (MPS)
- 1968: Music for Yoga Meditation and Other Joys (Verve [1972])
- 1971: 52nd St. Scene (Hallmark Records)
- 1973: Manteca (Sonet Records)
- 1977: Meditation by Tony Scott featuring Jan Akkerman (Polydor)
- 1978: Boomerang by Tony Scott & The Traditional Jazz Studio (Supraphon)
- 1988: Astral Meditation: Voyage into a Black Hole - Part 1 (Core)
- 1988: Astral Meditation: Voyage into a Black Hole - Part 2 - Astrala (Core)
- 1988: Astral Meditation: Voyage into a Black Hole - Part 3 - Astrobo (Core)
- 1989: Lush Life (Core)
- 2004: Tony Scott & The Mario Rusca Trio - The Old Lion Roars (GMG Music by Saar Records)
- 2007: Talkingmoods
- 2007: A Jazz Life
- 2013: Love Transfusion

### 사이드맨
트리거 알퍼트
- Trigger Happy! (Riverside, 1956)

셜리 버니 포이
- Shirley Bunnie Foy (60th Anniversary) (MAP Golden Jazz, 2013)

존 루이스
- The Modern Jazz Society Presents a Concert of Contemporary Music (Norgran, 1955)

먼델 로
- Porgy & Bess (RCA Camden, 1958)
- TV Action Jazz! (RCA Camden, 1959)

카멘 맥레이
- Carmen McRae (Bethlehem, 1954)

매트로놈 올스타스
- Metronome All-Stars 1956 (Clef, 1956)

맥스 로치
- It's Christmas Again (Soul Note, 1984)

벤 웹스터
- Music for Loving (Norgran, 1954)